# Future Gazer
A Future Gazer (フューチャー・ゲイザー; Fjúcsá Geizá; Hepburn: Fyūchā Geizā; stilizálva future gazer) a fripSide japán együttes kislemeze, amely 2010. október 13-án jelent meg Japánban a Geneon Universal Entertainment gondozásában. A dal a Toaru kagaku no Railgun animesorozathoz kapcsolódó OVA nyitódala. A lemezen megtalálható a fripSide Fortissimo (The Ultimate Crisis) (fortissimo -the ultimate crisis-) című dala is, amely a La’cryma videójáték-fejlesztő cég Fortissimo//Akkord:Bsusvier című videójátékában is hallható. Mindkét dalt Jaginuma Szatosi (Sat) és Yuki-ka írta és komponálta és Nandzsó Josino énekelte. Future Gazer megtalálható az Infinite Synthesis című albumon is.
A CD limitált kiadásához egy DVD is megjelent, amelyen a dal készítésének körülményeiről található egy werkfilm, illetve promóciós filmeket tartalmaz. A CD-lemez borítóján a Toaru kagaku no Railgun főhőse, Miszaka Mikoto látható, a háttérben Akadémiavárossal.

## Számlista
| CD (GNCA-0182/GNCA-0181) | CD (GNCA-0182/GNCA-0181)                          | CD (GNCA-0182/GNCA-0181)        | CD (GNCA-0182/GNCA-0181) | CD (GNCA-0182/GNCA-0181) | CD (GNCA-0182/GNCA-0181) | CD (GNCA-0182/GNCA-0181) | CD (GNCA-0182/GNCA-0181) | CD (GNCA-0182/GNCA-0181) | CD (GNCA-0182/GNCA-0181) |
| #                        | Cím                                               | Dalszöveg                       | Zene                     | Hossz                    |                          |                          |                          |                          |                          |
| ------------------------ | ------------------------------------------------- | ------------------------------- | ------------------------ | ------------------------ | ------------------------ | ------------------------ | ------------------------ | ------------------------ | ------------------------ |
| 1.                       | Future Gazer                                      | Jaginuma Szatosi (Sat), Yuki-Ka | Jaginuma Szatosi (Sat)   | 4:08                     |                          |                          |                          |                          |                          |
| 2.                       | Fortissimo (The Ultimate Crisis)                  | Yuki-Ka                         | Jaginuma Szatosi (Sat)   | 4:56                     |                          |                          |                          |                          |                          |
| 3.                       | Future Gazer (instrumentális)                     | –                               | Jaginuma Szatosi (Sat)   | 4:08                     |                          |                          |                          |                          |                          |
| 4.                       | Fortissimo (The Ultimate Crisis) (instrumentális) | –                               | Jaginuma Szatosi (Sat)   | 4:54                     |                          |                          |                          |                          |                          |
| 18:06                    |                                                   |                                 |                          |                          |                          |                          |                          |                          |                          |

| 1. | Future Gazer (PV)         |  |
| 2. | Future Gazer (Making)     |  |
| 3. | SPOT (In Stores Now ver.) |  |
| 4. | SPOT (Special ver.)       |  |

## Fogadtatás
A Future Gazer megjelenésének hetében, közel 17 000 eladott példánnyal a 4., a 2010 októberi összesítésben a 19. helyen végzett az Oricon kislemez eladási listáján. A Billboard Japan Hot 100 slágerlistán a 49., a Billboard Japan Hot Singles Sales-en a 4. helyet, míg a Music Station-ön a 6. helyet érte el.